# Tionina
Tionina, também conhecida por acetato de tionina ou por violeta de Lauth, é uma substância corante azul, derivada do guaiacol. Sendo um corante metacromático com forte poder colorante é frequentemente utilizado como contrastante em preparações biológicas.